# Lövölde tér
Lövölde tér est une place de Budapest. Située en limite des quartiers de Terézváros, dans le 6e arrondissement, et d'Erzsébetváros, dans le 7e arrondissement, elle s'étend à l'extrémité est de Király utca, qui se prolonge vers Városliget sous le nom de Városligeti fasor et à la croisée de l'axe Szív utca/Rottenbiller utca.
La place tire son nom de la « maison de tir » (lövölde ház), détruite en 1890.

## Histoire
Par une ordonnance de 1701, le roi Léopold Ier impose aux corporations un service civil obligatoire, afin de faire participer la bourgeoisie au maintien de l'ordre public. Chaque jour de foire et de fête, les maîtres des guildes sont ainsi obligés de s'exercer au tir, sous peine d'une amende. En 1740, une ordonnance signée cette fois par la reine Marie-Thérèse élargit cette obligation à tous les jeunes hommes ayant atteint leur majorité légale.

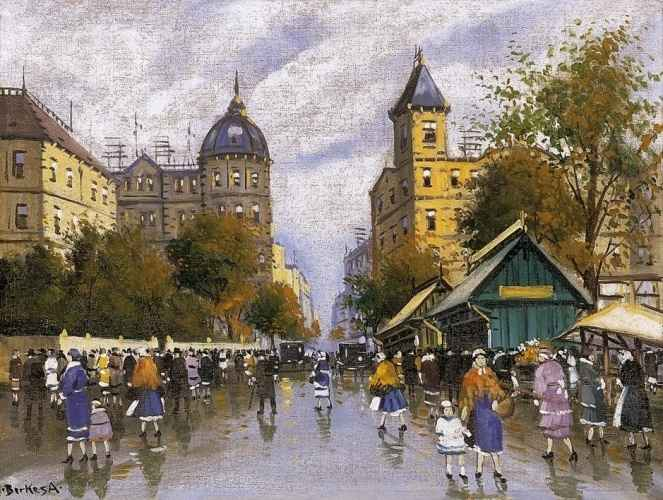
Peinture d'Antal Berkes.

Au début du XVIIIe siècle, une maison de tir existe déjà à Buda, non loin de l'actuelle Széna tér, mais aussi à Pest, entre la porte de Hatvan et la tour Szabó, à l'emplacement où se trouve de nos jours l'hôtel Astoria. En raison du développement de la ville hors les murs, la maison de tir de Pest est détruite en 1789 et une nouvelle est construite en 1824 au niveau du cimetière de Pest, au nord de Fővám tér. Királyi Pál utca, dans le 5e arrondissement, est d'ailleurs longtemps nommée Lövöldöző utca (la « rue du tireur »). Ce bâtiment souffre gravement lors de l'inondation de Pest de 1838 et doit être entièrement détruit. En 1840, un nouveau terrain est trouvé en lisière Est d'Erzsébetváros, au coin de l'actuelle Lövölde tér. La place prend d'ailleurs ce nom officiellement en 1874 mais le bâtiment est de nouveau détruit en 1890. Cela permet l'agrandissement de l'espace et la construction de nombreux immeubles d'habitation tout autour.
À la fin du XIXe siècle et au début du XXe siècle, le café Kairó, au numéro 6, accueille le géographe et homme politique Pál Teleki, le directeur de revue Antal Gundel, l'artiste Ferenc Szablya-Frischauf, mais aussi les historiens de l'art Lajos Fülep et Zoltán Felvinczi Takács. Des intellectuels de la place ont même édité en 1906 la revue Szerda.

## Édifices et monuments

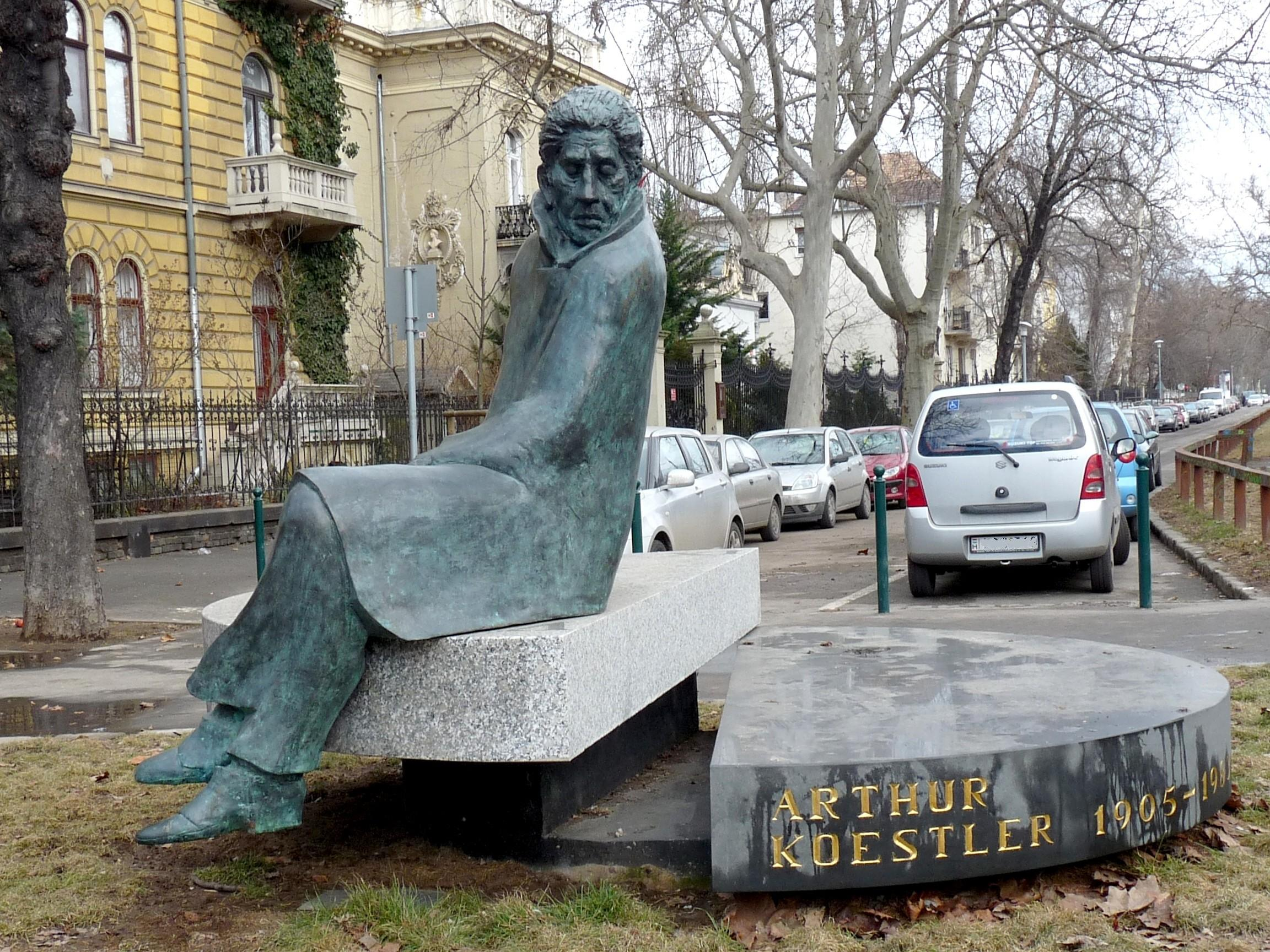
Le monument à la mémoire d'Arthur Koestler

Un monument à la mémoire d'Arthur Koestler s'élève au nord de la place. Inauguré en 2009, il se compose de deux dalles semi-circulaires dont l'une soutient la statue de l'écrivain.

## Transports
La place est desservie par les lignes de trolleybus  70 78.

## Culture
La place a inspiré la chanson Lövölde tér, composée par András Kern et Attila Horváth en 1985.